# Thomas Wolff (Chemiker)
Thomas Wolff (* 19. November 1948 in Hagen/Westfalen) ist ein deutscher Chemiker.

## Leben
Nach seiner Jugend in Hagen studierte er von 1967 bis 1972 Chemie an der Universität Göttingen und schloss dieses mit dem Diplom ab. Ebenfalls in Göttingen promovierte er 1975 mit einer Arbeit über mechanistische Photochemie, betreut von Albert Weller und Karl-Heinz Grellmann. In den folgenden Jahren war er Assistent bei Günther von Bünau an der Universität Siegen. 1983 habilitierte er zu dem Thema Photochemie in mikroheterogenen Tensidlösungen und arbeitete danach erst als Dozent und 1986 als Professor für Physikalische Chemie an der Universität Siegen. Während dieser Zeit war er 1988 Gastprofessor an der University of Houston, Houston, Texas, USA. 1993 wurde er zum Professor für Grenzflächen- und Kolloidchemie an der TU Dresden berufen und zum 1. Oktober 2015 emeritiert.
Von 1997 bis 2003 war er Sprecher des DFG-Graduiertenkollegs Struktur-Eigenschafts-Beziehungen bei Heterocyclen und ab 2006 ist er Vorsitzender des Ortsverbands Dresden der Gesellschaft Deutscher Chemiker (GDCh). Außerdem ist er seit 2000 Nationaler Repräsentant der European Photochemistry Association (EPA) und seit 2001 Mitherausgeber der Advances in Photochemistry.
Wolff ist Mitglied der Deutschen Bunsen-Gesellschaft für Physikalische Chemie (DBG), Kolloid-Gesellschaft, Gesellschaft Deutscher Chemiker, European Photochemistry Association und der European Colloid and Interface Society.
Seine Forschungsschwerpunkte sind die Selektivität von Photoreaktionen in kolloidalen Systemen und die Photochemische Kontrolle des Fließ- und Phasenverhaltens in Tensid- und Polymersystemen.

## Schriften
- Thomas Wolff: Blitzlicht-, massen- und kernresonanzspektroskopische Untersuchungen zum Mechanismus der Photocyclierung von Diphenylaminen und aromatischen Enaminen. 1975 (Dissertation).
- Thomas Wolff: Photochemische Untersuchungen in mikroheterogenen Lösungen. 1983 (Habilitationsschrift).
- Günther von Bünau, Thomas Wolff: Photochemie. Grundlagen, Methoden, Anwendungen. VCH, Weinheim 1987, ISBN 3-527-26506-6.